# Hit Mania Estate 2014
Hit Mania Estate 2014 è una compilation di artisti vari facente parte della serie Hit Mania, pubblicata il 9 luglio 2014 da Walkman in formato CD.
Da questa edizione, Hit Mania torna a pubblicare le sue raccolte in doppio CD, riadottando il sistema interrotto dal 1999.

## Il disco
La compilation è mixata dal DJ Mauro Miclini, ed è stata pubblicata sia come confezione singola composta da due dischi, sia in versione cofanetto da quattro dischi, composto, oltre da Hit Mania Estate 2014 e Hit Mania Estate 2014 - Club Version, anche da Street Art - Urban Sounds - G.O. Mixtape e Social Music App vol.4.
La copertina è stata curata e progettata da Gorial.

## Tracce CD1 - Hit Mania Estate 2014
1. Avicii – Addicted To You – 2:22
2. Polina – Fade To Love – 3:46
3. Duke Dumont – I Got U (feat. Jax Jones) – 2:58
4. Clean Bandit – Rather Be (feat. Jess Glynne) – 2:50
5. John Martin – Anywhere For You – 3:20
6. Afrojack – Ten Feet Tall (feat. Wrabel) – 2:27
7. Carolina Márquez – Super (Vanni G & Nick Peloso Edit Mix) – 3:18
8. Chromeo – Jealous (I Ain't With It) – 3:03
9. Francesco Rossi – Godspeed You (feat. Ozark Henry) – 3:10
10. Kiesza – Hideaway – 3:07
11. Time Square – Follow The Sun (feat. Xavier Rudd) (XOXO a.k.a. Daniele Petronelli & Worp Radio Edit) – 3:11
12. Elen Levon – Over My Head (Chilly Wonka Radio Edit) – 3:20
13. Stromae – Papaoutai – 3:12
14. Provenzano & Masullo – You And Me – 2:46
15. Marvin – Vento D'Estate – 3:07
16. The Jezabels – Endless Summer – 4:06
17. American Authors – Best Day Of My Life – 3:13
18. Magic! – Rude – 3:41
19. Cesare Cremonini – Logico #1 – 4:30
20. Checco Zalone – Tapinho – 2:37
21. George Ezra – Budapest – 3:19
22. Talisco – Your Wish – 3:52
23. Nico & Vinz – Am I Wrong – 4:01
24. Mc Guime part. Emicida – País Do Futebol – 2:28

## Tracce CD2 - Hit Mania Estate 2014 Club Version
1. Carolina Márquez – Super (feat. Vanni G & Nick Peloso Edit Mix)
2. Sanny J Connection feat. Ice Mc – Move It
3. Marvin – Vento D'Estate
4. Josef Meloni vs Tommyland – Rasta Man
5. Polina – Fade To Love
6. Firstlight & Simons vs Zeroone – Everything You Grab
7. Avicii – Addicted To You
8. May – Raise Raise Raise
9. Provanzano & Masullo – You And Me
10. DJ Dabion – Panic Dance
11. Elen Levon – Over My Head (feat. Chilly Wonka Radio Edit)
12. ACR & Simon Pagliari feat. Edisbel Aleman – Come To Me
13. Mastro J & Gil Sanders feat.  Sophie White – Lonely
14. Duke Dumont feat. Jax Jones – I Got You
15. Project Dirty – Skywalker
16. Merdan Taplak feat. Siam – Troubles In My Head
17. Santa Dimopulos – When We Move
18. Jumper Nox – Funny Party
19. Kiesza – Hideaway
20. Francesco Rossi feat. Ozark Henry – Godspeed you
21. American Authors – Best Day Of My Life
22. Soriani & D'ambra feat. Clementino – L'Urlo Di Tarzan (feat. Gigi Soriani & Max D'Ambra Funky Edit)
23. Syria – Odiare